# 10081 Dantaylor
A 10081 Dantaylor (ideiglenes jelöléssel (10081) 1990 OW1) a Naprendszer kisbolygóövében található aszteroida. Henry Holt fedezte fel 1990. július 29-én.

## Kapcsolódó szócikk
- Kisbolygók listája (10001–10500)